# Кінопрофесії
Кінематографіст — представник професій, пов'язаних з кінематографічним мистецтвом. Кінопрофесії можна умовно розділити на кілька категорій: театральні професії або професії, які мають свій театральний аналог та пов'язані зі сценічними мистецтвами; суто кінематографічні професії, пов'язані з кіновиробництвом та кінопрофесії, пов'язані з кінопрокатом.

## Театральні професії
- Актор і актриса виконують у фільмі ролі характерних дійових осіб. Деякі з них — відомі зірки.
- Бутафор — здійснює імітацію в готових декораціях всіх видів поверхонь: штукатурки, цегляної кладки, мармурових колон, морозу на вікнах тощо[1]. Також відповідальний за виробництво та застосування бутафорської крові.
- Гример — виготовлення накладних перук, вусів тощо під відповідний образ. Гримує: старінням, типом шкіри, пораненнями.
- Декоратор — спеціаліст з досвідом оформлення інтер'єрів приміщень. Знаходить відповідні предмети та розміщує їх усередині декорації таким чином, щоб сцена виглядала природно.
- Звукорежисер (англ. Sound Director) — курує всі етапи звуковиробництва. Формує концепцію звуку. Створює художні звукові образи. Керує всім департаментом[2].
- Режисер-постановник (англ. Director) — ключовий творчий керівник, автор проєкту, головна особа на знімальному майданчику. Керує роботою акторів та решти учасників знімальної групи (оператора, звукорежисера, художника-постановника та інших).
- Костюмер (англ. Costumer) — відстежує все, аж до положення плям бруду на одязі. Має дубль костюма.
- Музичний редактор (англ. Music editor) — знає, як можна за допомогою музики, музичних звукових ефектів, створити певну атмосферу та настрій сюжету фільму, створює єдність музики та зображення.
- Реквізитор — здійснює розміщення меблів і реквізиту — килимів, ламп, драпірувань, картин, книг у знімальних декораціях.
- Сценарист — створює літературний сценарій фільму.
- Технолог декорацій — викреслює плани та складає специфікації за матеріалами для будівництва декорацій на основі словесного опису чи ескізів.
- Хореограф — здійснює постановку танців.
- Художник-гример відповідає за відповідність гриму всіх персонажів художньому змісту картини. Слідкує за виконанням гримерами намічених типажів. Виготовлення накладних перук, вусів відповідних за часом, станом/статусом, національними та місцевими особливостями, характеру образу. Вирішує всі питання, пов'язані з кольором очей, старінням персонажа, типом шкіри, пораненнями.
- Художник по костюмах — підготовка костюмів до зйомок. Знання історичної достовірності костюма, моди, відзнак тощо.
- Художник-постановник — розробляє декорації та костюми (аж до ескізів), робочі макети оформлення сцен (до габаритних креслень декорацій, меблів та бутафорії)

## Кінематографічні професії
- Адміністратор — забезпечує повноцінне функціонування знімального майданчика та отримує дозволи на проведення зйомок на території різних об'єктів.
- Помічник монтажера — готує вихідний матеріал до монтажу, синхронізує звук і зображення, нарізає дублі тощо.
- Помічник оператора — виконує функції «фокус-пуллера», тобто виконує фокусування об'єктива кінознімального апарату на необхідних за задумом об'єктах. Вимірює заздалегідь рулеткою дистанцію та переводить площину різкості об'єктива в процесі зйомки у разі руху камери або зміни головного об'єкта, який має відображатись різко. Усуває перешкоди, що раптово виникли в кадрі. Також здійснює вимірювання експозиційних параметрів та відповідає за правильну експозицію. Виконує вимірювання колірної температури знімального освітлення та здійснює підбір конверсійних світлофільтрів.
- Бригадир освітлювачів (гафер) — людина, яка відповідає за операторське освітлення (у разі потреби викликається машина «ліхтваген» з автономним дизель-генератором).
- Директор фільму (директор картини) — застаріла назва посади, що застосовувалася в радянському кінематографі. На відміну від іноземних знімальних груп, у яких Director — це режисер, у вітчизняному[уточнити] кінематографі «директор» виконує функції управління фінансами. Він відповідає за бухгалтерську звітність та безперебійне фінансування всіх потреб знімальної групи. Нині ця посада називається, відповідно до міжнародної практики, «виконавчий продюсер».
- Дольщик (супертехнік) — (dolly — операторський візок) людина, яка відповідає за візок. Ставить рейки, везе візок з оператором.
- Долбі-консультант — фахівець з кодування цифрових оптичних фонограм.
- Дублер — під цим словом можуть розуміти або каскадера, або актора дубляжу.
- Заливник — художник-мультиплікатор, який виконує заливання барвниками підготовлених фазувальниками мультиплікатів. Нині ця робота виконується переважно комп'ютером.
- Звукоінженер — спеціаліст, який обслуговує комплекс звукового обладнання.
- Звукооператор — працює зі звуком, із записами, відстежує якісні параметри фонограми, такі як, наприклад, рівні звукових компонентів, їхню частотну характеристику та співвідношення сигнал/шум.
- Звукооформлювач — фахівець із запису синхронних шумів. Імітує та відтворює синхронно зображенню необхідні шуми. Наприклад: кроки людини, пробіг коня, поцілунки та інші шуми, вироблені людиною та живими істотами.
- Звукорежисер перезапису — важливий фахівець на фінальному етапі формування картини. Не варто плутати перезапис із переозвученням. Перезапис — це остання стадія фільмовиробництва, під час якої відбувається обробка, локалізація, зведення та майстеринг всіх численних звукових компонентів.
- Каскадер — виконує трюки, пов'язані з небезпекою для життя. Іноді поєднує функції дублера, знімаючи замість акторів.
- Кабельник — співробітник звукоцеху, який здійснює прокладання кабелів на знімальному майданчику.
- Кінооператор є безпосереднім помічником головного оператора, безпосередньо керує камерою, стежить за якісними параметрами.
- Кінокомпозитор — створює музичне оформлення фільму, пише музику.
- Копіювальник, копіювальниця — оператор кінокопіювальних апаратів.
- Кранмейстер — людина, яка відповідає за роботу операторського крана. Монтує його, допомагає встановлювати камеру, відповідає за техніку безпеки та здійснює рух стріли з камерою.
- Механік знімальної техніки — забезпечує технічне обслуговування камери та її встановлення. Перезаряджає плівку, касети, змінює оптику тощо.
- Монтажер — людина, відповідальна за основні монтажні рішення. Виконує чистове «складання» картини. Непоодинокі випадки, коли функції монтажера виконує сам режисер-постановник.
- Монтажник звуку — монтує звукові компоненти. Розкладає записані репліки синхронно зображення.
- Оператор комбінованих зйомок — кінооператор, що виконує зйомку трюкових кадрів і сцен зі спецефектами.
- Оператор мікрофона — завідує мікрофонним парком, направляє мікрофони на сюжетно-важливі об'єкти і одночасно стежить, щоб вони не потрапляли в кадр.
- Оператор-постановник або головний оператор — розробляє образотворче рішення фільму і керує операторською групою. Відповідає за фотографічну та технічну якість зображення, витрату кіноплівки та електроенергії для операторського освітлення.
- Оператор «Стедікам» — кінооператор, що володіє специфічними навичками зйомки за допомогою системи стабілізації камери «Стедікам» (англ. Steadicam).
- Піротехнік, зброяр — працівник збройно-піротехнічного цеху кіностудії, який забезпечує під час зйомок піротехнічні ефекти та використання різних видів вогнепального озброєння. Він розраховує необхідну кількість заряду, напрямок вибухової хвилі; відповідає за техніку безпеки при поводженні зі зброєю та її безпеку. Створення штучного туману — також справа рук піротехніка. Прикріплюється до операторської групи.
- Постановник трюків — спеціаліст, який розробляє безпечне здійснення трюків та технологію їхньої зйомки, що створює на екрані ілюзію дій, неможливих у реальності.
- Продюсер — художній та фінансовий керівник проєкту. Формує проєкт, обираючи сценарій та режисера, та здійснює виробництво та контроль.
- Проявник кіноплівки — спеціаліст, який обслуговує проявні машини на кіностудії та кінокопіювальній фабриці.
- Робітник — одна з адміністративних посад. Виконує вказівки адміністратора.
- Режисер дубляжу — організує роботу групи дубляжу іноземних фільмів.
- Режисер звукових ефектів — займається створенням звукових ефектів фільму, а також звуків, що не мають відповідного аналога в природі або які неможливо записати, наприклад, звук, що видається динозаврами.
- Режисер масовок — організує зйомку великомасштабних сцен за участю великої кількості людей.
- Режисер по роботі з акторами — здійснює підбір (кастинг) акторів на всі ключові та другорядні ролі. Враховує психологічну та мистецьку сумісність акторів, а також вирішує питання взаємодії режисера з акторами.
- Режисер-постановник трюків — режисер, на долю якого випадає завдання поставити та опрацювати трюк «від і до».
- Сенситометрист — співробітник цеху обробки плівок і кінокопіювальної фабрики, що виконує сенситометричні вимірювання якості експонування кіноплівки.
- Спеціаліст зі спецефектів — займається розробкою спецефектів (від штучного туману до комп'ютерної графіки), консультує і продумує реалізацію. Входить до складу операторської групи.
- Технік цифрової кінозйомки — спеціаліст, який забезпечує якісний запис даних цифрової кінокамери при цифровій технології виробництва.
- Укладач тексту — літературний співробітник, який обробляє текст перекладу так, щоб він найкраще збігався з дикцією акторів.
- Фазувальник — художник-мультиплікатор, який виконує виготовлення всіх малюнків проміжних фаз руху персонажів. Зараз ця робота найчастіше виконується комп'ютером.
- Художник-мультиплікатор — художник, що виконує малюнки, з яких складається зображення мультфільму. Сучасна комп'ютерна анімація передбачає створення художником малюнків з допомогою комп'ютера. Сучасні художники-мультиплікатори найчастіше, крім навичок художника, мають кваліфікацію програміста.
- Художник за спеціальним гримом — має досвід імітації, поєднання гриму зі спеціальними ефектами. Імітує ефекти старіння, особливої фактури шкіри і т. д. Може створювати мікропіротехнічні ефекти — маленькі вибухові пристрої (петарди), що імітують потрапляння кулі в актора, нанесення колотого поранення та його наслідків.
- Установник кольору — спеціаліст, який виготовляє колірний паспорт для друку вирівняного позитиву.

## Професії кінопрокату
- Кіномеханік — фахівець, який обслуговує кіноустановку та безпосередньо здійснює демонстрацію фільму.